# 鈴木夕湖
鈴木夕湖（日语：／ Suzuki Yūmi，1991年12月2日—）出生於北海道北見市，是一名日本女子冰壺運動員。她是北見Loco Solare冰壺俱樂部的隊員。她曾於2016年代表日本奪得該國首枚世界冰壺錦標賽獎牌，並在2018年冬季奥林匹克運動會中代表日本女子冰壺队參賽，為日本摘得銅牌。

## 生平
她從小學二年級時開始接觸冰壺運動。中學時期和吉田知那美、吉田夕梨花姊妹及小野寺佳步等人組成隊伍「常呂中學校ROBINS」，並奪得日本冰壺錦標賽季軍而聲名大譟。
之後從旭川工業高等專門學校物質化學工學科畢業，進入北見工業大學工學部生物環境化學科就讀，並完成學業畢業。
與此同時，加入由本橋麻里率領的北見Loco Solare冰壺俱樂部。其後該隊獲得2015年亞洲及太平洋冰壺錦標賽冠軍以及2016年世界女子冰壺錦標賽亞軍，並代表日本參加2018年冬季奧林匹克運動會女子冰壺比賽，獲得銅牌。

## 外部連結
- ロコ・ソラーレ （日語）